# Система автоматизации документооборота
Система автоматизации документооборота, система электронного документооборота (СЭД) — автоматизированная многопользовательская система, сопровождающая процесс управления работой иерархической организации с целью обеспечения выполнения этой организацией своих функций. При этом предполагается, что процесс управления опирается на человеко-читаемые документы, содержащие инструкции для сотрудников организации, необходимые к исполнению.
Выделение данной категории автоматизированных систем (понятие документооборота) характерно для постсоветского пространства, близкие к ней глобальные классы программного обеспечения — системы управления записями и ECM-системы.

## Основные понятия электронного документооборота
Документооборот — движение документов в организации с момента их создания или получения до завершения исполнения или отправления (ГОСТ Р 7.0.8-2013); комплекс работ с документами: приём, регистрация, рассылка, контроль исполнения, формирование дел, хранение и повторное использование документации, справочная работа.
Электронный документооборот (ЭДО) — единый механизм по работе с документами, представленными в электронном виде, с реализацией концепции «безбумажного делопроизводства».
Машиночитаемый документ — документ, пригодный для автоматического считывания содержащейся в нём информации, записанный на магнитных, оптических и других носителях информации.
Электронный документ (ЭД) — документ, созданный с помощью средств компьютерной обработки информации, который может быть подписан электронной подписью (ЭП) и сохранён на машинном носителе в виде файла соответствующего формата.
Электронная подпись (ЭП) — аналог собственноручной подписи, являющийся средством защиты информации, обеспечивающим возможность контроля целостности и подтверждения подлинности электронных документов.

## Основные принципы электронного документооборота
- Однократная регистрация документа, позволяющая однозначно идентифицировать документ.
- Возможность параллельного выполнения операций, позволяющая сократить время движения документов и повышения оперативности их исполнения
- Непрерывность движения документа, позволяющая идентифицировать ответственного за исполнение документа (задачи) в каждый момент времени жизни документа (процесса).
- Единая (или согласованная распределённая) база документной информации, позволяющая исключить возможность дублирования документов.
- Эффективно организованная система поиска документа, позволяющая находить документ, обладая минимальной информацией о нём.
- Развитая система отчётности по различным статусам и атрибутам документов, позволяющая контролировать движение документов по процессам документооборота и принимать управленческие решения, основываясь на данных из отчётов.

## Классификация систем электронного документооборота
1. Универсальные «коробочные» СЭД:
  - стандартный набор функций;
  - невозможность полного соответствия потребностям конкретной организации;
  - низкие временные затраты на приобретение и установку;
  - относительно низкая стоимость;
  - необходимость приобретения лицензии на каждое внедряемое рабочее место.
2. Индивидуально разрабатываемые СЭД:
  - максимально персонифицированная система;
  - большие временные затраты;
  - высокая стоимость разработки;
  - сопутствующие расходы: затраты на обучение сотрудников, покупку нового оборудования и программного обеспечения.
3. Комбинированные СЭД:
  - базовая платформа, к которой разрабатываются необходимые дополнительные модули;
  - полное соответствие нуждам предприятия;
  - небольшие временные затраты на разработку и внедрение;
  - стоимость включает: цену базовой платформы и стоимость индивидуальной доработки, зависящей от сложности заказа;
  - передача заказчику прав на продукт;
  - простота освоения и использования;
  - полная локализация;
  - удобный интерфейс;
  - взаимодействие с существующими офисными приложениями.

## Сборка документов в юридических услугах
Технологии автоматизации могут использоваться при производстве юридических документов, таких как трудовые договоры и документы о планировании имущества, потенциально с использованием онлайн-интерфейса или дерева решений. В крупных юридических фирмах системы сборки документов часто используются для систематизации работы, например, путем создания сложных перечней условий и первых проектов кредитных договоров.
С либерализацией рынка юридических услуг в Великобритании, инициированной Законом о юридических услугах 2007 года, крупные учреждения расширили свои услуги, включив в них юридическую помощь своим клиентам. Большинство этих компаний используют некоторые элементы технологии автоматизации документов для предоставления юридических услуг по работе с документами через Интернет. Это было воспринято как предвестник тенденции к коммерциализации, когда такие технологии, как автоматизация документов, приводят к тому, что большие объемы юридических услуг с низкой маржой «упаковываются» и предоставляются аудитории массового рынка.

## В страховании
Страховые полисы и сертификаты, в зависимости от типа, документы полиса также могут состоять из сотен страниц и содержать конкретную информацию о застрахованном. Как правило, в прошлом эти пакеты страховых документов создавались путем: а) набора букв произвольной формы, б) добавления предварительно распечатанных брошюр, в) редактирования шаблонов и г) настройки графики с необходимой информацией, а затем ручной сортировки и вставки всей необходимой информации. документы в один пакет и пересылка страхователю. Различные документы, включенные в один пакет, могут включать следующие виды документов:
- Приветственное письмо
- Договор
- Сертификат
- Документы государственной политики
- Перечень застрахованных предметов и страховые суммы
- Поправки
- Райдеры
- идентификационая карта
- Информация о компании
- Маркетинговые материалы (другие продукты)
- Данные

Чтобы собрать один пакет вместе, может потребоваться много работы. В большинстве систем администрирования политик в качестве отправной точки система создает какое-либо заявление о политике, но, возможно, его потребуется настроить и дополнить другими необходимыми материалами.

## Рынок систем электронного документооборота в России
По данным агентства International Data Corporation, на которые ссылается издание PC Week, в 2012 году затраты компаний на внедрение СЭД выросли на 20 % по сравнению с 2011 годом, а объём продаж тиражных программных продуктов — на 13 %.
Согласно обзору аналитического агентства TAdviser, представленном в материале Cnews, российский рынок СЭД (ЕСМ) и услуг по их внедрению в 2012 году составил в объёме 25,6 млрд рублей, а ежегодный рост рынка составляет от 20 до 35 процентов. На российском рынке представлены как отечественные системы, созданные внутри страны, так и решения на базе крупнейших СЭД (на западе применяется аббревиатура EDMS) и ЕСМ-систем (IBM Lotus — Notes, Microsoft SharePoint и др.).
Лидером по количеству реализованных проектов внедрения СЭД является продукт «Дело» компании «Электронные офисные системы» (49 процентов проектов). К числу крупнейших проектов внедрения систем электронного документооборота в коммерческой сфере в 2012—2013 году в обзоре отнесены внедрения СЭД «Дело» в Центробанке (60 тысяч пользователей), внедрение EMC Documentum в Ростелекоме (56 тыс. сотрудников), проект по внедрению DocsVision в Сбербанке (50 тыс. пользователей). К крупнейшим интеграторам СЭД авторы обзора отнесли компании «Логика бизнеса», «КРОК инкорпорейтед», «ИнтерТраст» (CompanyMedia), ЭОС и все её партнеры (СЭД Дело и EOS for Sharepoint), «Парма-Телеком» (на базе SAP /R3) и «Хоулмонт» (на базе СЭД ТЕЗИС).
По данным аналитического отчета петербургской компании DSS-Consulting (на который ссылается издание IT-Bestsellers) к числу наиболее внедряемых продуктов отечественного рынка СЭД относятся следующие: по числу проектов внедрений в 2012 году — СЭД Дело (25,3 % проектов), Directum (23,6 %), DocsVision (13,3 %), 1С: Документооборот (12,7 %), CompanyMedia (5,9 %); по числу автоматизированных рабочих мест — СЭД Дело (40,1 %), CompanyMedia (17,5 %), DocsVision (17,1 %), Directum (8 %). Ещё один критерий — это количество новых внедрений в 2012 году, по данной позиции лидерами являются пять продуктов — СЭД Дело (42,1 %), Directum (28,2 %), DocsVision (9,3 %), Логика ЕСМ (БОСС-Референт) (6,1 %) и ТЕЗИС (4,3 %).
Что касается государственной сферы, по данным отчета Министерства коммуникаций и связи, основанного на данных опроса 79 ведомств, в 2013 году СЭД были внедрены в 74 федеральных органах исполнительной власти, из них 4 органа (ФССП, ФНС, Министерства культуры и Министерства транспорта) используют несколько разных систем, а 17 ведомств подключены к межведомственным системам электронного документооборота (23 % всех органов), а три из них так же подключены к элементам электронного правительства . Не были внедрены системы электронного документооборота в ФСТЭК, ФСБ, СВР, Ростуризме и МВД.

## На Украине
В Киеве в 2000-х разработан FossDoc.

## Нормативные документы и стандарты
Ниже представленные нормативные документы определяют основные понятия и регулируют основные положения в сфере систем автоматизации документооборота:
- ГОСТ Р ИСО 30300-2015 СИБИД. Информация и документация. Системы управления документами. Основные положения и словарь
- ГОСТ Р 7.0.101-2018/ИСО 30301:2011 СИБИД. Информация и документация. Системы управления документами. Требования
- ГОСТ Р ИСО 15489-1-2019 СИБИД. Информация и документация. Управление документами. Часть 1. Понятия и принципы
- Положение о системе межведомственного электронного документооборота (утв. постановлением Правительства РФ от 22 сентября 2009 г. N 754)
- Европейский стандарт документооборота MoReq, MoReq2, MoReq2010
- Стандарт США DoD 5015.2-STD (Design Criteria Standard for Electronic Records Management Software Applications)